# Belokopitovo, Șumen
Belokopitovo (în bulgară Белокопитово) este un sat în comuna Șumen, regiunea Șumen,  Bulgaria. 

## Demografie
Componența etnică a satului Belokopitovo
     Bulgari (96,55%)
     Nicio identificare (3,44%)
     Altele (0%)
La recensământul din 2011, populația satului Belokopitovo era de 145 locuitori. Din punct de vedere etnic, majoritatea locuitorilor (96,55%) erau bulgari. Pentru 3,44% din locuitori nu este cunoscută apartenența etnică.